# Damjan Đoković
Damjan Đoković (Zagabria, 18 aprile 1990) è un calciatore croato, centrocampista del CFR Cluj.

## Carriera

### Le giovanili e lo Spartak Trnava
Nato in Croazia, gioca con diverse formazioni giovanili olandesi, ADO Den Haag, Sparta Rotterdam ed Excelsior Rotterdam. Successivamente viene acquistato alla formazione slovacca dello Spartak Trnava dove trova poco spazio anche a causa di un ritardo del suo transfer, esordendo con questa squadra in massima serie nella 20ª giornata di campionato, la sua unica partita della stagione.

### Monza
Nel 2010 viene ceduto alla squadra italiana del Monza dove riesce a giocare 10 partite, segnando 4 gol, in una stagione chiusa dai lombardi con la retrocessione dalla Prima alla Seconda Divisione.

### Cesena
Il 31 agosto 2011 passa al Cesena per la cifra di 200.000 euro e il prestito di altri due giocatori. Il 26 ottobre 2011 esordisce in Serie A in Siena-Cesena sostituendo Erjon Bogdani all'88'. Il 17 novembre subisce un infortunio alla spalla, il quale non gli impedisce di saltare l'impegno di campionato 10 giorni dopo contro il Genoa (2-0), sfida nella quale subentra nel secondo tempo al posto di Raphael Martinho. Chiude la stagione con 15 presenze. Rimane poi in Romagna anche dopo la retrocessione dei bianconeri in Serie B.

### Bologna e Cluj
Il 24 giugno 2013 viene ufficializzato il suo trasferimento in compartecipazione al Bologna, che dopo pochi giorni, il 2 luglio, lo gira in prestito al Cluj.

### Livorno
Ritornato al Bologna, gioca il 17 agosto 2014 contro L'Aquila in Coppa Italia, gara che vede i felsinei sconfitti 2-1. Il 27 agosto passa al Livorno in comproprietà con il Cesena dal Bologna.

### Bologna
Il 25 giugno 2015 viene riscattato dal Bologna.

### Gazélec Ajaccio
In data 23 luglio 2015 viene ceduto a titolo definitivo al Gazélec Ajaccio, firmando un biennale.

### Greuther Furth
Dopo aver trascorso un periodo da svincolato in seguito alla rescissione col club corso, il 15 ottobre 2016 si lega fino a fine stagione col  
Greuther Fürth.

### Spezia
Il 26 gennaio 2017 viene acquistato dallo 
Spezia, dove ritrova Domenico Di Carlo, che lo aveva già allenato a Livorno; decide di indossare la maglia numero 14.

## Statistiche

### Presenze e reti nei club
Statistiche aggiornate al 21 settembre 2024.
| Stagione               | Squadra                | Campionato             | Campionato | Campionato | Coppe nazionali | Coppe nazionali | Coppe nazionali | Coppe continentali | Coppe continentali | Coppe continentali | Altre coppe | Altre coppe | Altre coppe | Totale | Totale |
| Stagione               | Squadra                | Comp                   | Pres       | Reti       | Comp            | Pres            | Reti            | Comp               | Pres               | Reti               | Comp        | Pres        | Reti        | Pres   | Reti   |
| ---------------------- | ---------------------- | ---------------------- | ---------- | ---------- | --------------- | --------------- | --------------- | ------------------ | ------------------ | ------------------ | ----------- | ----------- | ----------- | ------ | ------ |
| 2009-2010              | Spartak Trnava         | SL                     | 1          | 0          | CS              | 0               | 0               | -                  | -                  | -                  | -           | -           | -           | 1      | 0      |
| gen.-giu. 2011         | Monza                  | 1D                     | 10+2       | 4          | CI+CI-LP        | -               | -               | -                  | -                  | -                  | -           | -           | -           | 12     | 4      |
| 2011-2012              | Cesena                 | A                      | 15         | 0          | CI              | 0               | 0               | -                  | -                  | -                  | -           | -           | -           | 15     | 0      |
| 2012-2013              | Cesena                 | B                      | 30         | 4          | CI              | 1               | 0               | -                  | -                  | -                  | -           | -           | -           | 31     | 4      |
| Totale Cesena          | Totale Cesena          | Totale Cesena          | 45         | 4          |                 | 1               | 0               |                    | -                  | -                  |             | -           | -           | 46     | 4      |
| 2013-2014              | CFR Cluj               | L1                     | 27         | 3          | CR              | 1               | 0               | -                  | -                  | -                  | -           | -           | -           | 28     | 3      |
| ago. 2014              | Bologna                | B                      | -          | -          | CI              | 1               | 0               | -                  | -                  | -                  | -           | -           | -           | 1      | 0      |
| ago. 2014-2015         | Livorno                | B                      | 33         | 1          | CI              | -               | -               | -                  | -                  | -                  | -           | -           | -           | 33     | 1      |
| 2015-2016              | Gazélec Ajaccio        | L1                     | 35         | 2          | CdF+CdL         | 3+1             | 0               | -                  | -                  | -                  | -           | -           | -           | 39     | 2      |
| 2016-gen. 2017         | Greuther Fürth         | ZL                     | 7          | 0          | CG              | 0               | 0               | -                  | -                  | -                  | -           | -           | -           | 7      | 0      |
| gen.-giu. 2017         | Spezia                 | B                      | 19+1       | 3          | CI              | -               | -               | -                  | -                  | -                  | -           | -           | -           | 20     | 3      |
| ago. 2017              | Rijeka                 | 1.HNL                  | 2          | 0          | CC              | 0               | 0               | UCL                | 1                  | 0                  | -           | -           | -           | 3      | 0      |
| ago. 2017-2018         | CFR Cluj               | L1                     | 15+8       | 1+2        | CR              | 0               | 0               | -                  | -                  | -                  | -           | -           | -           | 23     | 3      |
| 2018-2019              | CFR Cluj               | L1                     | 23+10      | 1+3        | CR              | 3               | 0               | UCL+UEL            | 2+2                | 1+0                | SR          | 1           | 0           | 41     | 5      |
| 2019-2020              | CFR Cluj               | L1                     | 11+7       | 0+1        | CR              | 1               | 0               | UCL+UEL            | 7+8                | 0+1                | SR          | 1           | 0           | 35     | 2      |
| 2020-gen. 2021         | CFR Cluj               | L1                     | 16         | 0          | CR              | 0               | 0               | UCL+UEL            | 1+8                | 0                  | -           | -           | -           | 25     | 0      |
| gen.-giu. 2021         | Çaykur Rizespor        | SL                     | 19         | 2          | TK              | -               | -               | -                  | -                  | -                  | -           | -           | -           | 19     | 2      |
| 2021-feb. 2022         | Çaykur Rizespor        | SL                     | 22         | 4          | TK              | 0               | 0               | -                  | -                  | -                  | -           | -           | -           | 22     | 4      |
| Totale Çaykur Rizespor | Totale Çaykur Rizespor | Totale Çaykur Rizespor | 41         | 6          |                 | 0               | 0               |                    | -                  | -                  |             | -           | -           | 41     | 6      |
| feb.-giu. 2022         | Adana Demirspor        | SL                     | 8          | 0          | TK              | 1               | 0               | -                  | -                  | -                  | -           | -           | -           | 9      | 0      |
| 2022-2023              | Al-Ra'ed               | SPL                    | 29         | 2          | KC              | 1               | 0               | -                  | -                  | -                  | -           | -           | -           | 30     | 2      |
| 2023-gen. 2024         | FCSB                   | L1                     | 17         | 2          | CR              | 3               | 0               | UECL               | 3                  | 2                  | -           | -           | -           | 23     | 4      |
| gen.-giu. 2024         | Rapid Bucarest         | L1                     | 8+2        | 1          | CR              | -               | -               | -                  | -                  | -                  | -           | -           | -           | 10     | 1      |
| 2024-2025              | CFR Cluj               | L1                     | 4          | 1          | CR              | 0               | 0               | UECL               | 2                  | 0                  | -           | -           | -           | 6      | 1      |
| 2025-2026              | CFR Cluj               | L1                     | -          | -          | CR              | -               | -               | UEL                | -                  | -                  | SR          | -           | -           | -      | -      |
| Totale CFR Cluj        | Totale CFR Cluj        | Totale CFR Cluj        | 121        | 12         |                 | 5               | 0               |                    | 30                 | 2                  |             | 2           | 0           | 158    | 14     |
| Totale carriera        | Totale carriera        | Totale carriera        | 381        | 37         |                 | 16              | 0               |                    | 34                 | 4                  |             | 2           | 0           | 433    | 41     |

## Palmarès

### Club

#### Competizioni nazionali
- Campionato rumeno: 2

CFR Cluj: 2017-2018, 2018-2019
- Supercoppa di Romania: 1

CFR Cluj: 2018
- Coppa di Romania: 1

CFR Cluj: 2024-2025